# Hubo Handbal
Hubo Handbal is een Belgische handbalvereniging uit de Belgisch-Limburgse plaatsen Hasselt en Tongeren.

## Geschiedenis
In 2019 begonnen gesprekken tussen Initia Hasselt en Handbal Tongeren over een eventuele fusering. Op 18 juli 2021 maakte beide clubs bekend om in het seizoen 2022/2023 gaan fuseren.
Tijdens de competitiewedstrijd tussen Initia Hasselt en Handbal Tongeren in de BENE-League op 27 november 2021, werden de clubnaam, logo en kleuren bekendgemaakt. De nieuwe fusieclub draagt de naam Hubo Handbal. De naam verwijst naar de sponsor Hubo. Hubo was voor de fusie naamsponsor van Initia Hasselt. Op het logo is een Arend te zien in de blauw-rode kleuren van Hubo. De clubkleuren van Hubo Handbal zijn echter groen (van Initia Hasselt) en zwart (van Handbal Tongeren).

## Lijst van trainers
- 2022–2024:  Peter Portengen
- 2024–heden:  Bram Dewit

## Bekende (ex-)spelers
- Nathan Bolaers
- Rob Heeren
- Arber Qerimi